# Menecleonus
Menecleonus — рід жуків родини Довгоносики (Curculionidae).

## Зовнішній вигляд
Жуки цього роду мають середні і досить великі розміри, довжина їх тіла коливається в межах 5.1-20  мм. Основні ознаки:
- Головотрубка із паралельними боками, зверху оплямована двома тонкими кілями, нижче, вздовж них ідуть вузькі смуги з жовтуватих лусочок;
- 1-й членик джутика вусиків коротший за 2-й;
- Ширина передньоспинки більша, ніж її довжина, є чіткі передні кути, задній край півколовий, вужчий за надкрилля, вздовж боків передньоспинки йдуть дві вигнуті поздовжні білі смуги;
- краї надкриллів від плечей паралельні, надкрилля найширші посередині, у вершинній третині вони разом закруглені до вершини;
- перші два членики задніх лапок видовжені, 2-й довший за двулопатевий 3-й;
- кожен членик черевця з темною смугою біля основи.

Фотографію одного виду цього роду дивись.

## Спосіб життя
Невідомий, ймовірно, він типовий для Cleonini. Дорослі жуки живляться кураєм (родина Лободові).

## Географічне поширення
Ареал роду в цілому тяжіє до центральної частини півдня Палеарктики (див. нижче). 

## Класифікація
У цьому роді описано щонайменше 6 видів:
- Menecleonus basigranatus  (Fairmaire, 1868) — Північна і тропічна Африка
- Menecleonus emiliae  Reitter, 1913 — Азербайджан, Іран
- Menecleonus kosswigi  Voss, 1958 — Єгипет, Ірак, Афганістан
- Menecleonus lagopus  (Fåhraeus, 1842) — Казахстан, Середня Азія, Північно-Західний Китай
- Menecleonus signaticollis  (Gyllenhal, 1834) — Закавказзя, Афганістан, Іран, Казахстан, Середня Азія, Північно-Західний Китай, Пакистан, тропічная Азія
- Menecleonus virgatus  (Schönherr, 1832) — Єгипет, Близький Схід, Іран, Казахстан, Афганістан, Туркменістан Закавказзя, південь Європейської частини Росії

## Практичне значення
Деякі види цього роду вказувались серед шкідників буряків. Але даних про реальні економічні збитки при цьому не наводилось (див., наприклад,).